# D-dimère
Les D-dimères sont un produit de la dégradation de la fibrine (élément final de la coagulation sanguine) lors du processus de fibrinolyse. Le nom de D-dimère fait référence aux fragments « D » de la molécule dimère ainsi constituée.

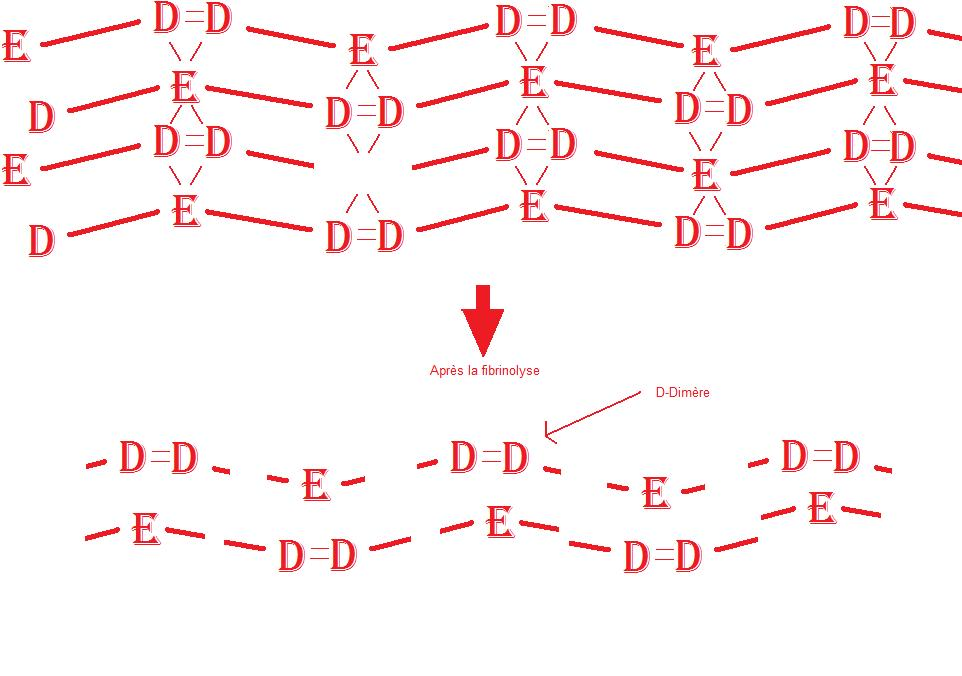
Formation des D-dimères. La plasmine dégrade les liaisons entre les domaines D et E (liaison simple dans l'image) mais ne peut pas dégrader les liaisons entre les domaines D (liaison double sur l'image)

## Formation
Le fibrinogène comporte trois domaines, deux latéraux appelés « D » et un central appelé « E ». Sous l'action de la thrombine, le fibrinogène se polymérise en fibrine, reliant les domaines « D » deux à deux. Le facteur XIII va solidifier la fibrine en créant des liaisons entre le domaine « E » et les domaines « D » reliés voisins. La plasmine dissocie les domaines « D » - « D » du domaine « E », les premiers formant les D-dimères qui partent dans la circulation sanguine. Ceux ci peuvent être dosés en se servant d'anticorps spécifiques

## Intérêt médical
En médecine, le dosage sanguin des D-dimères aide au diagnostic de la thrombose, le taux de D-dimères étant plus élevé que la normale dans des affections telles que la thrombose veineuse profonde et l'embolie pulmonaire.
En pratique, la combinaison d'une faible probabilité clinique de maladie thrombo-embolique avec un taux de D-dimères bas permet d'exclure le diagnostic (de phlébite ou d'embolie pulmonaire). À noter que ce taux tend à augmenter avec l'âge et le seuil de positivité (classiquement à 500 µg/l) peut être sensiblement relevé chez la personne âgée. Le dosage des D-dimères est peu utile chez la femme enceinte, son taux étant élevé au-delà du seuil de positivité au troisième trimestre.
Une fois le diagnostic établi, le dosage des D-dimères permet de stratifier le risque évolutif après arrêt de tout traitement anticoagulant : la persistance d'un taux élevé est un indicateur de risque de récidive de formation d'un thrombus.
Les D-dimères augmentent également lors d'affections inflammatoires, lors d'une fibrillation atriale, ou dans certaines situations physiologiques telles que la grossesse. Positifs, ils ne permettent donc pas le diagnostic d'une thrombose (faible valeur prédictive positive), mais, négatifs, ils permettent de l'exclure (haute valeur prédictive négative). Le rendement diagnostic est toutefois faible dans ces situations en raison de la fréquence importante de l'augmentation du taux en l'absence de toute maladie thromboembolique.
Un taux bas de D-dimères permet également d'aider à exclure d'autres maladies, comme une dissection aortique ou une coagulation intravasculaire disséminée.
Le taux de D-dimères est aussi utilisé comme biomarqueur prédictif des troubles du sang et de la coagulation associés à l'infection au COVID-19. Une multiplication par quatre de ce taux est un indicateur de mauvais pronostic chez les personnes hospitalisées avec COVID-19.